# Legio XV Apollinaris
La Legio XV Apollinaris ("devota ad Apollo") fu una legione romana attiva tra il 41 a.C. circa e il V secolo. L'emblema della legione non è noto, ma era verosimilmente una raffigurazione di Apollo o uno dei suoi animali sacri.

## Storia

### Tardo periodo repubblicano
Legioni con l'ordinale XV sono ricordate al servizio di Gaio Giulio Cesare durante la conquista della Gallia. La XV Apollinaris sembra sia stata formata nel 41/40 a.C. da Ottaviano, il futuro Augusto, allo scopo di combattere Sesto Pompeo, che teneva la Sicilia minacciando la fornitura di grano per la città di Roma.
Successivamente partecipò alle vittoriose campagne di Ottaviano in Illirico del 35-33 a.C.

### Riorganizzazione augustea
Dopo la battaglia di Azio (31 a.C.) venne mandata in Illirico, dove rimase fino al 6 a.C., anche se è possibile che abbia partecipato alle guerre cantabriche.
Nel 6 la XV Apollinaris è di quelle legioni che partecipò all'inizio di campagna di Tiberio Claudio Nerone contro Maroboduo muovendo da Carnuntum. La rivolta dalmato-pannonica bloccò l'avanzata romana verso il cuore della Boemia dove si trovava il regno dei Marcomanni.

### Alto Impero, fino a Diocleziano

#### In Pannonia, Armenia, Giudea e ritorno (14-114)
Al termine della rivolta dalmato-pannonica (14), la legione venne trasferita ad Emona fino al 43 (quando divenne colonia Iulia Claudia) e poi a Siscia. Nel 50 venne trasferita a Carnuntum, in seguito alla crisi interna del regno marcomanno di Vannio come ci racconta lo stesso Tacito; qui rimase almeno fino al 63. Venne trasferita per pochi anni in Oriente tra il 63 ed il 70, dove partecipò inizialmente alle campagne contro i Parti di Gneo Domizio Corbulone, soggiornando poi ad Alessandria d'Egitto dal 64-67, ed in seguito combattendo in Giudea nella prima guerra giudaica contro gli Ebrei sotto Vespasiano e Tito (che ne fu comandante). Si ipotizza che i suoi accampamenti siano stati prima Antiochia (67-69) e poi Gerusalemme (nel 70). Vi sarebbero anche iscrizioni di una sua permanenza (almeno di sue vexillationes) in Galatia, ad Ancyra (oggi Ankara). In questi anni di assenza dal fronte danubiano venne rimpiazzata a Carnuntum dalla X Gemina, ma la XV Apollinaris tornò a Carnuntum alla fine della guerra giudaica. Tornò in Pannonia agli inizi del 71.
Sotto Domiziano combatté lungo il confine danubiano nel Bellum Suebicum et Sarmaticum degli anni 89-97. Traiano la impiegò nelle campagne contro i Parti a partire dal 114. Una piccola vexillatio fu inviata anche in Egitto presso le miniere di porfido del Mons Claudianus al tempo di Traiano.

#### Trasferimento definitivo in Oriente (114-284)

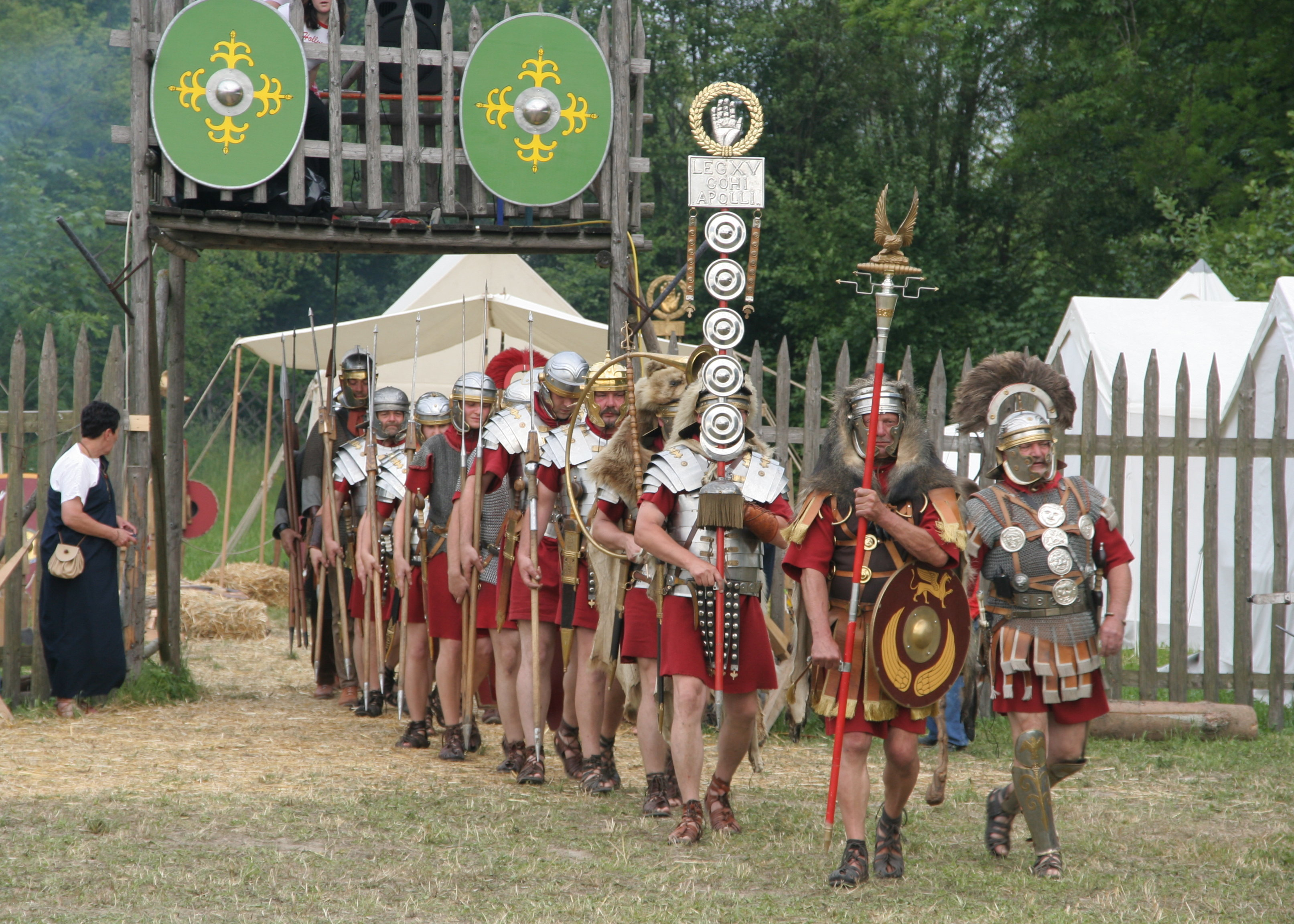
Ricostruzione moderna di un contingente della Legio XV Apollinaris, come sarebbe dovuta apparire al tempo di Traiano.

Nella nuova riorganizzazione orientale operata da Adriano (117-118) la XV Apollinaris venne posizionata definitivamente a Satala in Cappadocia. Partecipò alle campagne partiche di Lucio Vero (161-166); alcune vexillationes della XII Fulminata e della XV Apollinaris furono stanziate come guarnigione di Artaxata, la capitale dell'Armenia appena conquistata. Marco Aurelio utilizzò alcune sue vexillationes lungo il fronte dacico-sarmatico nelle guerre marcomanniche sotto il comando di Marco Claudio Frontone e nelle guerre contro i Mauri che avevano infestato le coste della Spagna romana (170-172). Nel 175, per la fedeltà dimostrata al tentativo di usurpazione di Gaio Avidio Cassio, l'imperatore le attribuì l'appellativo Costans Pia Fidelis.

### Tardo impero
Nel V secolo era ancora in Cappadocia, secondo la Notitia dignitatum; di base a Satala e Ancyra, era sotto il comando del Dux Armeniae.

### Fonti primarie
- Tacito, Annales, XV, 25, 3
- Giuseppe Flavio, La guerra giudaica, VII, 5, 3, riga 117
- CIL V, 891; CIL V, 917; CIL V, 928 (da Aquileia)
- Dessau 2277
- CIL III, 4483
- CIL XIV, 2523
- AE 1998, 1087

### Fonti secondarie
- J. Bennett, The cappadocian frontier: from the Julio-Claudians to Hadrian, in 18th International Congress of Roman Frontier Studies, a cura di P. Freeman, J. Bennett, Z.T. Fiema e B. Hoffmann, Oxford 2002.
- AAVV, CAH, L'impero romano da Augusto agli Antonini, vol. VIII, Milano 1975.
- J. Fitz, Le province danubiane, in Storia dei Greci e dei Romani, vol. 16, I principi di Roma. Da Augusto ad Alessandro Severo, Milano 2008, p. 497.
- J.R. Gonzales, Historia de las legiones romanas, Madrid 2003.
- L. Keppie, The Making of the Roman Army from Republic to Empire, Oklahoma 1998.
- A. Liberati ed E. Silverio, Organizzazione militare: esercito, Museo della civiltà romana, Roma 1988.
- H. Parker, Roman Legions, N.Y. 1993.
- Ritterling, "Legio", P-W, Stuttgart 1924-1925, col. 1747-48.
- G. Webster, The Roman Imperial Army in the I-II Centuries AD, Oklahoma 1998.